# Karl Eglseer
Karl Eglseer, född 5 juli 1890 i Bad Ischl, Österrike-Ungern, död 23 juni 1944 vid Hartberg cirka 60 km nordost om Graz i Österrike i en flygkrasch, var en tysk-österrikisk general. Eglseer överfördes efter Anschluss till Wehrmacht den 15 mars 1938 och befordrades till generalmajor i november 1940 samt till general i bergstrupperna i mars 1944. Han erhöll Riddarkorset av Järnkorset i oktober 1941.
Eglseer omkom i en flygolycka tillsammans med generalöverste Eduard Dietl, general Thomas-Emil von Wickede och generallöjtnant Franz Rossi.

## Befäl
- 4. Gebirgs-Division: 1 november 1940 – 22 oktober 1942
- 114. Jäger-Division: 20 mars 1943 – 1 december 1943
- 18. Gebirgskorps: 10 december 1943 – 23 juni 1944